# 查岛鸲鹟
查岛鸲鹟（學名：Petroica traversi），也有譯作黑知更鳥，是一種瀕危的紐西蘭獨有鳥類，僅分佈於查塔姆群島上。親緣上與鸲鹟（Petroica australis）相近。於1872年由沃爾特·布勒首次描述。與其他在主島上的同伴不同，其飛行能力已逐漸減少。由於在沒有哺乳類的捕食者的環境中進行演化，因此當外來物種如貓及家鼠的出現後便變得非常脆弱。早於1871年前便已在查塔姆群島的幾個主島中滅絕，僅在小芒哲雷島（Little Mangere Island）上存活。個體數目一度下降至5只，並僅餘下一只有繁殖能力的雌鳥，後得雀鳥保育人士及政府的聯手拯救才免於滅絕。與其有關的一段保育故事是重要的動物保育案例。

## 描述
查岛鸲鹟是一只細小，如麻雀般大小的鳥，體長約為10-15cm。羽毛幾乎全為棕黑色，眼睛深褐色，黑色的喙及棕黑色而黃底的腳。
兩性外觀相近，雌鳥較雄鳥稍為細小。雄鳥的歌聲多為5至7個音符，每個音符均為高音調。於每年十二月至三月期間換羽。

## 生態及習性
查岛鸲鹟有很強的領域觀念。雄鳥會巡邏及防衛屬於它們的領域，而雌鳥則會追趕其他雌鳥。它們僅在枝椏間作短途飛行，甚少進行長程飛行。

### 棲息地
查岛鸲鹟生活在低海拔殘缺的灌木林內。常在森林平地及低矮的樹枝間尋找昆蟲為食，於繁殖期間則喜歡窩在空心的樹洞或樹樁內築巢。雖然偶爾會在大樹植被——如車桑子（Dodonaea viscosa）的樹冠下，但大多時間為了躲避從海岸而來的強風與巨浪，牠們寧願花時間留在森林低矮的樹枝當中，並在森林平坦的區域上的枯枝落葉層中覓食活動。

### 飲食
查岛鸲鹟在佈滿落葉的地面尋找蠐螬（grub）、蟑螂、沙螽（weta）和蠕蟲等昆蟲。由於牠們在晚間的視野良好，因此在白天和晚間都會尋找食物。

### 繁殖
查岛鸲鹟通常會在兩歲開始繁殖。雌鳥負責築巢，當她下蛋及孵化期間雄鳥會擔起照顧雌鳥的責任。
每年的10至12月為下蛋期，通常只會下一窩，只在第一次不成功時才可能有第二窩。一般下兩只蛋，但也有只下一只或三只的紀錄。奶白色的蛋上佈有紫色的斑點。下蛋後雌鳥就會坐在蛋上以體溫協助孵化，一般需約18天。之後雙親均要負責覓食餵飼雛鳥。雛鳥會留在巢內一至兩天後便會嘗試離開巢穴而到地面走動──對它們來說一個充滿捕獵者的危險地方。約23天後小鸲鹟就會離開巢穴，但雙親仍會繼續餵飼幼鳥約65天之多。這比起其他與查岛鸲鹟體積接近的鳥所要的時間還要長。

### 壽命
根據1980至1991年間存活的個體統計，牠們的平均壽命僅有4年，也有紀錄是6至13年。「老藍」（Old Blue），於1980年間唯一擁有繁殖能力的雌鳥，卻存活了14年之久。

## 保育及分佈
目前查岛鸲鹟約有250只，但在20世紀初時數目卻不斷下降，並在查塔姆群島上消失。1938年查爾斯·弗萊明（Charles Fleming）於小芒哲雷島上重新發現這種小鳥，但仍未能減慢此鳥的下降速度。在1976年時唐·默頓（Don Merton）及其紐西蘭野生動物署的職員聯手將僅餘下的7只鳥帶到芒哲雷島（Mangere Island）上並進行人工繁殖，但成效不彰，於1980年此鳥終於降至只餘下5只的最低點。他們一直知道5只鳥中只有一只雌鳥──老藍（Old Blue）──具有繁殖能力，但原來另外的雄鳥一直以來未能令牠受精。幸好老藍最終選擇了牠的終身伴侶──老黃（Old Yellow）而開始成功繁殖。除此以外，由於查岛鸲鹟每年只誕下一窩兩只鳥蛋，而老藍首次成功繁殖時已屆9歲之齡，因此唐默頓及其同工使用了交叉撫養的方式（cross-fostering），將老藍及老黃的巢破壞並取走所有的蛋，令牠們再次下蛋，所下的蛋交回牠們照顧；被取走的蛋則由其近親，雀鸲鹟（Petroica macrocephala）負責照顧。這一方法令得以克服因繁殖率過低而產生的問題，令個體數目終於再次上升。
1983年時老藍失去了繁殖能力而被帶離老黃身邊，好讓老黃能與其他雌鳥繼續繁衍。可惜老黃實際上並未能與其後代進行成功的繁殖。因此，實際上所有現存的查岛鸲鹟均是由老藍及老黃所繁衍出來。同年，野生動物署的職員帶同攝製隊將老藍放生至東南島（South East Island）上，並在有關位置放上標記及牌匾，以記錄這只拯救了整個種群的鳥類。
當時一度認為只由老藍及老黃繁衍出來的個體在及後的繁衍中因只有較少基因變化，而會發生嚴重的種群瓶頸效應。有趣地，因近親繁殖而出現的問題並沒有發生。其中一種推測指由於這物種已在過去一段演化歷程中經歷了數次種群數目下降的問題，而有關不育的等位基因已在過程中不再存在。
此外，過去一直認為能避免近交衰退的最小可存活种群是50頭個體，但目前已知這只是一個平均數而非實數，在急速繁殖的小島物種，如查岛鸲鹟等，小至10頭個體仍能存活；但對大型的陸地生物如大象及老虎等，則需達數百頭。
目前查岛鸲鹟仍然是瀕危物種，分佈在芒哲雷島及東南島上約僅餘下250只個體。持續的保育工作仍在進行，包括棲息地的修復及消滅外來物種等工程仍在進行，以保護查塔姆群島上所有珍稀的物種，避免因天然災害等突如其來的影響使物種滅絕。

## 外部連結
- Black Robin
- BirdLife Species Factsheet （页面存档备份，存于）
- (PDF). Department of Conservation, Wellington, New Zealand. 2001  [2012-11-21]. （原始内容 (PDF)存档于2008-10-16）.
- Arkive上的圖片及影片